# Berdine Castillo
Berdine Castillo Lillo (* 18. März 2000 in Port-au-Prince) ist eine chilenische Leichtathletin, die im Mittelstreckenlauf antritt.

## Sportliche Laufbahn
Erste internationale Erfahrungen sammelte Berdine Castillo im Jahr 2018, als sie bei den U23-Südamerikameisterschaften in Cuenca in 2:17,07 min den vierten Platz im 800-Meter-Lauf belegte und auch mit der chilenischen 4-mal-400-Meter-Staffel in 3:44,82 min Rang vier erreichte. Im Jahr darauf klassierte sie sich bei den Südamerikameisterschaften in Lima mit 2:10,48 min auf dem achten Platz über 800 m und wurde mit der Staffel in 3:37,35 min Vierte. Anschließend gewann sie bei den U20-Südamerikameisterschaften in Cali in 55,25 s die Silbermedaille im 400-Meter-Lauf und sicherte sich in 2:10,05 min Bronze über 800 m sowie in 3:53,58 min auch mit der 4-mal-400-Meter-Staffel. Anschließend schied sie bei den U20-Panamerikameisterschaften in San José mit 55,92 s im Vorlauf über 400 m aus und belegte über 800 m in 2:11,97 min den siebten Platz. 2021 startete sie über 800 m bei den Südamerikameisterschaften in Guayaquil, verpasste dort aber mit 2:09,44 min den Finaleinzug. Mitte Oktober siegte sie in 2:05,98 min über 800 m bei den U23-Südamerikameisterschaften ebendort und gewann in der 4-mal-400-Meter-Staffel in 3:41,48 min hinter dem Team aus Brasilien. Im Dezember gewann sie bei den erstmals ausgetragenen Panamerikanischen Juniorenspielen in Cali in 2:09,32 min die Bronzemedaille hinter der Kubanerin Daily Cooper und sicherte sich in der 4-mal-400-Meter-Staffel in 3:38,24 min die Silbermedaille hinter dem Team aus Brasilien. Im Jahr darauf schied sie bei den Ibero-Amerikanischen Meisterschaften in La Nucia mit 2:07,18 min im Vorlauf über 800 Meter aus und anschließend belegte sie bei den Juegos Bolivarianos in Valledupar mit 2:08,62 min den fünften Platz und gewann mit der Staffel in 3:36,98 min die Silbermedaille hinter dem Team aus Kolumbien. Ende September siegte sie in 2:09,61 min erneut bei den U23-Südamerikameisterschaften in Cascavel und sicherte sich im Staffelbewerb in 3:47,64 min die Bronzemedaille hinter den Teams aus Brasilien und Ecuador. Kurz darauf gelangte sie bei den Südamerikaspielen in Asunción mit 2:14,45 min auf Rang sieben über 800 Meter und gewann mit der Staffel in 3:37,58 min gemeinsam mit Poulette Cardoch, Martina Weil und Rocío Muñoz die Bronzemedaille hinter den Teams aus Kolumbien und Brasilien.
2023 gewann sie bei den Südamerikameisterschaften in São Paulo in 2:04,16 min die Bronzemedaille über 800 Meter hinter der Brasilianerin Flávia de Lima und Déborah Rodríguez aus Uruguay und mit der 4-mal-400-Meter-Staffel sicherte sie sich in 3:35,39 min gemeinsam mit Poulette Cardoch, Anaís Hernández und Martina Weil die Bronzemedaille hinter den Teams aus Kolumbien und Brasilien. Im November gelangte sie bei den Panamerikanischen Spielen in Santiago de Chile mit 2:05,37 min auf den fünften Platz über 800 Meter und belegte mit der Staffel in 3:37,00 min den sechsten Platz. Im Januar 2024 gewann sie bei den Hallensüdamerikameisterschaften in Cochabamba in 2:09,76 min die Silbermedaille über 800 Meter hinter der Uruguayerin María Pía Fernández. Im Mai siegte sie in 2:00,84 min über 800 Meter bei den Ibero-Amerikanischen Meisterschaften in Cuiabá und im Staffelbewerb belegte sie in 3:38,04 min den vierten Platz. 2025 gewann sie bei den Südamerikameisterschaften in Mar del Plata in 2:05,89 min die Bronzemedaille über 800 Meter hinter der Uruguayerin Déborah Rodríguez und Mayara dos Santos aus Brasilien.
In den Jahren 2019 und 2021 sowie von 2022 bis 2025 wurde Castillo chilenische Meisterin im 800-Meter-Lauf sowie 2019 auch in der 4-mal-400-Meter-Staffel.

## Persönliche Bestleistungen
- 400 Meter: 54,21 s, 28. März 2024 in Santiago de Chile
- 800 Meter: 2:00,84 min, 11. Mai 2024 in Cuiabá
  - 800 Meter (Halle): 2:09,76 min, 28. Januar 2024 in Cochabamba